# Phalsbourg
Phalsbourg és un municipi francès, situat al departament del Mosel·la i a la regió del Gran Est. L'any 2007 tenia 4.661 habitants.

## Demografia

### Població
El 2007 la població de fet de Phalsbourg era de 4.661 persones. Hi havia 1.873 famílies, de les quals 505 eren unipersonals (205 homes vivint sols i 300 dones vivint soles), 576 parelles sense fills, 611 parelles amb fills i 181 famílies monoparentals amb fills.
La població ha evolucionat segons el següent gràfic:
Habitants censats

### Habitatges
El 2007 hi havia 2.109 habitatges, 1.895 eren l'habitatge principal de la família, 41 eren segones residències i 173 estaven desocupats. 1.403 eren cases i 701 eren apartaments. Dels 1.895 habitatges principals, 1.135 estaven ocupats pels seus propietaris, 692 estaven llogats i ocupats pels llogaters i 68 estaven cedits a títol gratuït; 31 tenien una cambra, 111 en tenien dues, 309 en tenien tres, 431 en tenien quatre i 1.013 en tenien cinc o més. 1.414 habitatges disposaven pel capbaix d'una plaça de pàrquing. A 845 habitatges hi havia un automòbil i a 823 n'hi havia dos o més.

### Piràmide de població
La piràmide de població per edats i sexe el 2009 era:
| Homes | Edats   | Dones |
| ----- | ------- | ----- |
| 0     | 95 o +  | 4     |
| 12    | 90 a 94 | 16    |
| 16    | 85 a 89 | 64    |
| 20    | 80 a 84 | 32    |
| 64    | 75 a 79 | 84    |
| 40    | 70 a 74 | 104   |
| 76    | 65 a 69 | 112   |
| 100   | 60 a 64 | 96    |
| 104   | 55 a 59 | 108   |
| 116   | 50 a 54 | 140   |
| 140   | 45 a 49 | 100   |
| 188   | 40 a 44 | 160   |
| 169   | 35 a 39 | 172   |
| 228   | 30 a 34 | 216   |
| 216   | 25 a 29 | 168   |
| 100   | 20 a 24 | 68    |
| 160   | 15 a 19 | 136   |
| 144   | 10 a 14 | 148   |
| 204   | 5 a 9   | 144   |
| 192   | 0 a 4   | 132   |

## Economia
El 2007 la població en edat de treballar era de 3.016 persones, 2.278 eren actives i 738 eren inactives. De les 2.278 persones actives 2.025 estaven ocupades (1.126 homes i 899 dones) i 252 estaven aturades (111 homes i 141 dones). De les 738 persones inactives 219 estaven jubilades, 239 estaven estudiant i 280 estaven classificades com a «altres inactius».

### Ingressos
El 2009 a Phalsbourg hi havia 1.857 unitats fiscals que integraven 4.654 persones, la mediana anual d'ingressos fiscals per persona era de 17.905,5 €.

### Activitats econòmiques
Dels 268 establiments que hi havia el 2007, 5 eren d'empreses alimentàries, 1 d'una empresa de fabricació d'elements pel transport, 15 d'empreses de fabricació d'altres productes industrials, 34 d'empreses de construcció, 69 d'empreses de comerç i reparació d'automòbils, 12 d'empreses de transport, 20 d'empreses d'hostatgeria i restauració, 4 d'empreses d'informació i comunicació, 11 d'empreses financeres, 13 d'empreses immobiliàries, 23 d'empreses de serveis, 39 d'entitats de l'administració pública i 22 d'empreses classificades com a «altres activitats de serveis».
Dels 82 establiments de servei als particulars que hi havia el 2009, 1 era una oficina d'administració d'Hisenda pública, 1 gendarmeria, 1 oficina de correu, 5 oficines bancàries, 1 funerària, 8 tallers de reparació d'automòbils i de material agrícola, 1 taller d'inspecció tècnica de vehicles, 4 autoescoles, 8 paletes, 7 guixaires pintors, 7 fusteries, 2 lampisteries, 3 electricistes, 7 perruqueries, 1 veterinari, 1 agència de treball temporal, 13 restaurants, 4 agències immobiliàries, 2 tintoreries i 5 salons de bellesa.
Dels 32 establiments comercials que hi havia el 2009, 4 eren supermercats, 2 grans superfícies de material de bricolatge, 2 botiges de menys de 120 m², 6 fleques, 1 una fleca, 1 una peixateria, 3 botigues de roba, 2 sabateries, 1 una sabateria, 2 botigues de mobles, 1 una botiga de material esportiu, 3 drogueries, 1 una perfumeria i 3 floristeries.
L'any 2000 a Phalsbourg hi havia 25 explotacions agrícoles que ocupaven un total de 432 hectàrees.

## Equipaments sanitaris i escolars
El 2009 hi havia 1 un hospital de tractaments de llarga durada, 2 psiquiàtrics, 2 farmàcies i 1 ambulància.
El 2009 hi havia 1 escola maternal i 3 escoles elementals. A Phalsbourg hi havia 2 col·legis d'educació secundària i 2 liceus d'ensenyament general. Als col·legis d'educació secundària hi havia 1.000 alumnes i als liceus d'ensenyament general 594.

## Poblacions més properes
El següent diagrama mostra les poblacions més properes.